# Leptophyes boscii
Leptophyes boscii är en insektsart som beskrevs av Franz Xaver Fieber 1853. Leptophyes boscii ingår i släktet Leptophyes och familjen vårtbitare. Inga underarter finns listade i Catalogue of Life.